# Liotrachela excisa
Liotrachela excisa är en insektsart som beskrevs av Heinrich Hugo Karny 1926. Liotrachela excisa ingår i släktet Liotrachela och familjen vårtbitare. Inga underarter finns listade i Catalogue of Life.